# Liste der Monuments historiques in Montigny-Mornay-Villeneuve-sur-Vingeanne
Die Liste der Monuments historiques in Montigny-Mornay-Villeneuve-sur-Vingeanne führt die Monuments historiques in der französischen Gemeinde Montigny-Mornay-Villeneuve-sur-Vingeanne auf.

## Liste der Immobilien
| Bezeichnung                    | Beschreibung     | Standort                                            | Kennzeichnung | Schutzstatus | Datum | Bild           |
| ------------------------------ | ---------------- | --------------------------------------------------- | ------------- | ------------ | ----- | -------------- |
| Kirche Assomption-de-la-Vierge | Westportal, 1613 | La Villeneuve-sur-Vingeanne, rue de l’Eglise (Lage) | PA00112726    | Inscrit      | 1970  | weitere Bilder |

## Liste der Objekte
| Bezeichnung                                | Beschreibung                                        | Standort                                               | Kennzeichnung | Schutzstatus | Datum | Bild |
| ------------------------------------------ | --------------------------------------------------- | ------------------------------------------------------ | ------------- | ------------ | ----- | ---- |
| Glocke                                     | Bronze, 1670 gegossen                               | Montigny-sur-Vingeanne, in der Kirche Ste-Croix (Lage) | PM21001561    | Classé       | 1925  |      |
| Skulptur Madonna mit Kind                  | Kalkstein, 15. Jahrhundert                          | Montigny-sur-Vingeanne, in der Kirche Ste-Croix (Lage) | PM21001562    | Classé       | 1960  |      |
| Skulptur Unterweisung Mariens              | Holz, farbig gefasst und vergoldet, 19. Jahrhundert | Mornay, in der Kirche Nativité-de-la-Vierge (Lage)     | PM21001563    | Classé       | 1910  |      |
| Skulptur Heilige Katharina von Alexandrien | Holz, farbig gefasst und vergoldet, 19. Jahrhundert | Mornay, in der Kirche Nativité-de-la-Vierge (Lage)     | PM21001564    | Classé       | 1910  |      |
| Skulptur Heiliger Kalixtus                 | Holz, farbig gefasst, 17. Jahrhundert               | Mornay, in der Kirche Nativité-de-la-Vierge (Lage)     | PM21001565    | Classé       | 1960  |      |
| Gemälde Kreuzigung                         | Ölfarbe auf Leinwand, 17. Jahrhundert               | Mornay, in der Kirche Nativité-de-la-Vierge (Lage)     | PM21001566    | Classé       | 1960  |      |